# Nogat
Nogat je řeka, která je východním ústím a pravobřežním ramenem části veletoku Visla a její delty v severním Polsku. Vlévá se do Viselského zálivu Baltského moře, kde sama vytváří malou deltu.
Horní tok řeky se nachází v okrese Sztum a okrese Malbork a střední a dolní tok na rozhraní okresů Nowy Dwór Gdański (vše v Pomořském vojvodství) a okresu Elbląg (Varmijsko-mazurské vojvodství). Protéká geomorfologickými celky Dolina Kwidzyńska a Żuławy Wiślane. Na toku leží město Malbork se slavným hradem.

## Popis toku
Nogat, který je po celé délce splavný, má délku 62 km a jeho vlastní povodí má plochu 1330 km² (také jím ale protéká malá část vod z povodí celé Visly). Největšími přítoky jsou zprava Liwa (vlévá se hned na začátku) a Młynówka Malborska, a těsně před ústím zleva Szkarpawa, což je další rameno z hlavního toku Visly.
Nogat má svůj počátek oddělením od Visly na území vesnice Piekło, poblíž trojmezí Kamień na styku dawnej granicy trzech państw nedaleko vesnice Biała Góra. Technicky jde o dva kanály s regulovaným nátokem přes stavidla, které se po 2 resp. 3 km spojují a pokračují jako běžná řeka. 
Ústi Nogatu do Viselského zálivu je poblíž vesnice Nowotki a je pod částečnou ochranou přírodní rezervace Rezerwat przyrody Ujście Nogatu. Dolní tok řeky tvoří hranici Pomořského a Varmijsko-mazurského vojvodství. Nogat je společně s dalšími řekami součástí lodní cesty Pętla Żuławska. Krátce před ústím se z něj odděluje rameno Cieplicówka, které do zálivu ústí samostatně. Nogat je jedním z hlavních přítoků uzavřené Viselské laguny, zatímco hlavní tok Visly ústí přímo do Baltského moře (resp. do Gdaňského zálivu). 
Největším sídlem na Nogatu je Malbork. Přes řeku vede několik mostů – 1 železniční (trať Tczew – Malbork – Iława / Elbląg), 1 dálniční (rychlostní silnice S7) a čtyři silniční.
Přes řeku nebo podél řeky Nogat vede velké množství turistických a cyklistických tras, např. Elbląska Droga św. Jakuba, Szlak Kopernikowski, Szlak Mennonitów, Wiślana Trasa Rowerowa, EuroVelo 9, EuroVelo 10, EuroVelo 13, Szlak Zamków Powiśla, Po Dolinie Wisły aj.

## Historie
V některých dobách byl Nogat hlavním ramenem Visly a protékalo jím až 87 % jejích vod. Kvůli pozdějšímu poklesu průtoků byl v roce 1553 u Białe Góry prokopán kanál, který zachránil řeku před vyschnutím. Většina vody pak opět odtékala do Nogatu a Visla ztratila mezi Białou Górou a Gdaňskem splavnost. To způsobilo mnohaleté spory. V roce 1612 byla postavena přehrada, která byla během Švédské invaze do Polska zničena a spory o vodu pokračovaly. Teprve v roce 1848 byl schválen projekt vodního kanálu na odvedení vod Nogatu z Visly a to 4 km po proudu v Piekłu a také na postavení jezu Wielki Upust, který reguloval přítok vody z Liwy do Nogatu. V roce 1879 byl zvýšen povodňový břeh Visly a obnovena velká hráz, která se v roce 1888 protrhla a způsobila rozsáhlé záplavy. Z tohoto důvodu byl v roce 1900 tok vody z Visly do Nogatu téměř úplně přerušen. Nogat byl odkanalizován přes tři vodní stupně: Michałowo, Rakowiec a Szonowo, čímž se udržovala stálá hladina vody a umožňovala lodní doprava. V roce 1930 bylo vybudováno malé zdymadlo u ústí řeky Liwy do Nogatu. Pozůstatkem regulací řeky jsou také úseky řeky Stary Nogat. Významným vodním dílem je Kanał Jagielloński, který spojuje Nogat s řekou Elbląg.

## Galerie

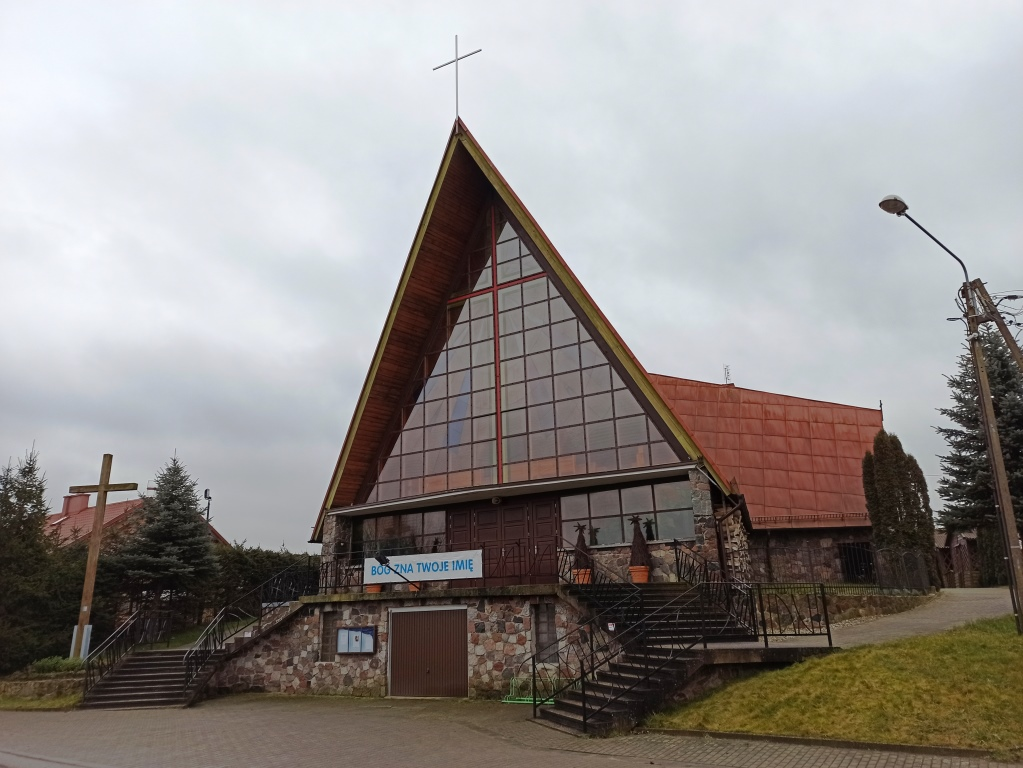
Kostel Kępki
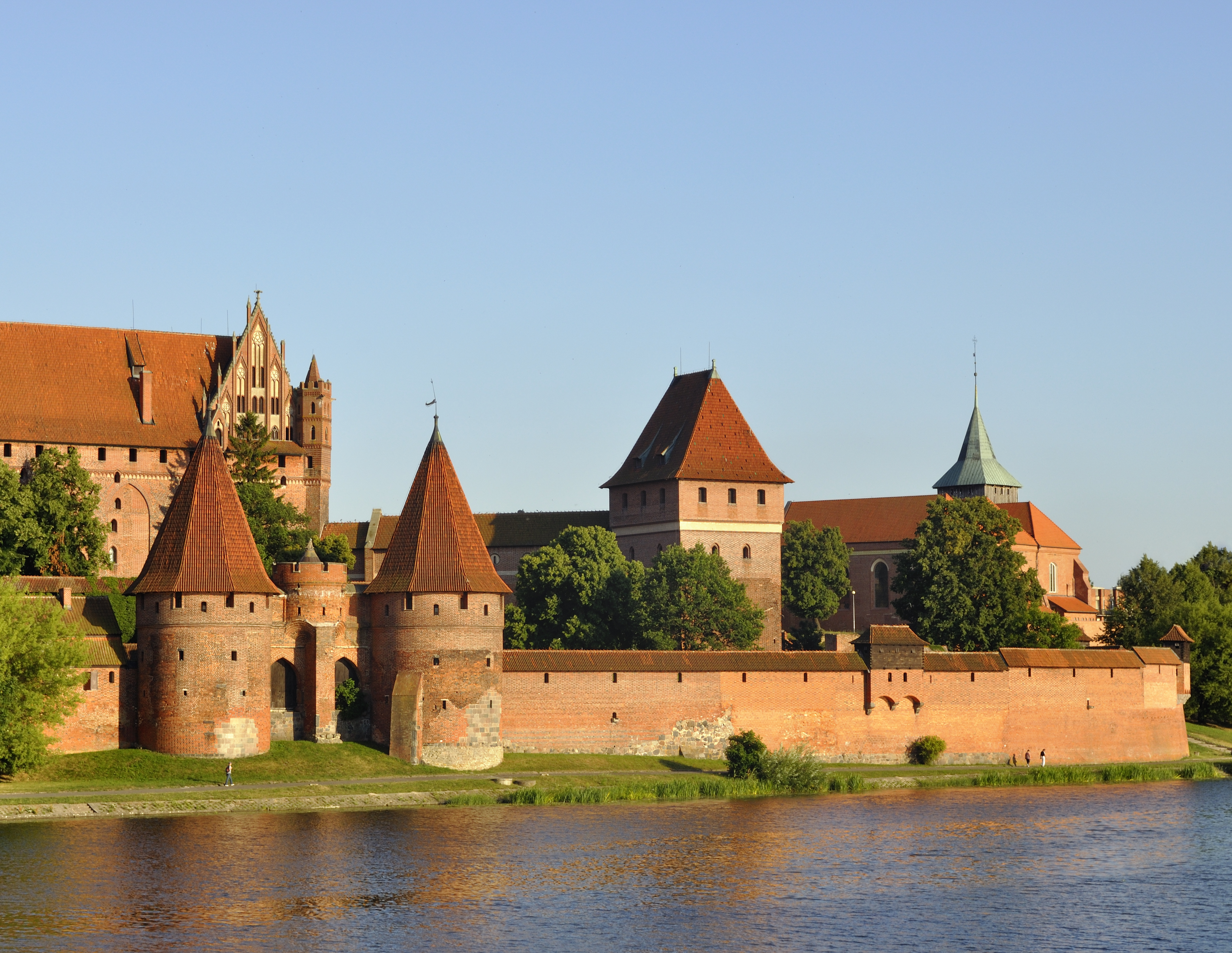
Nogat a hrad Malbork
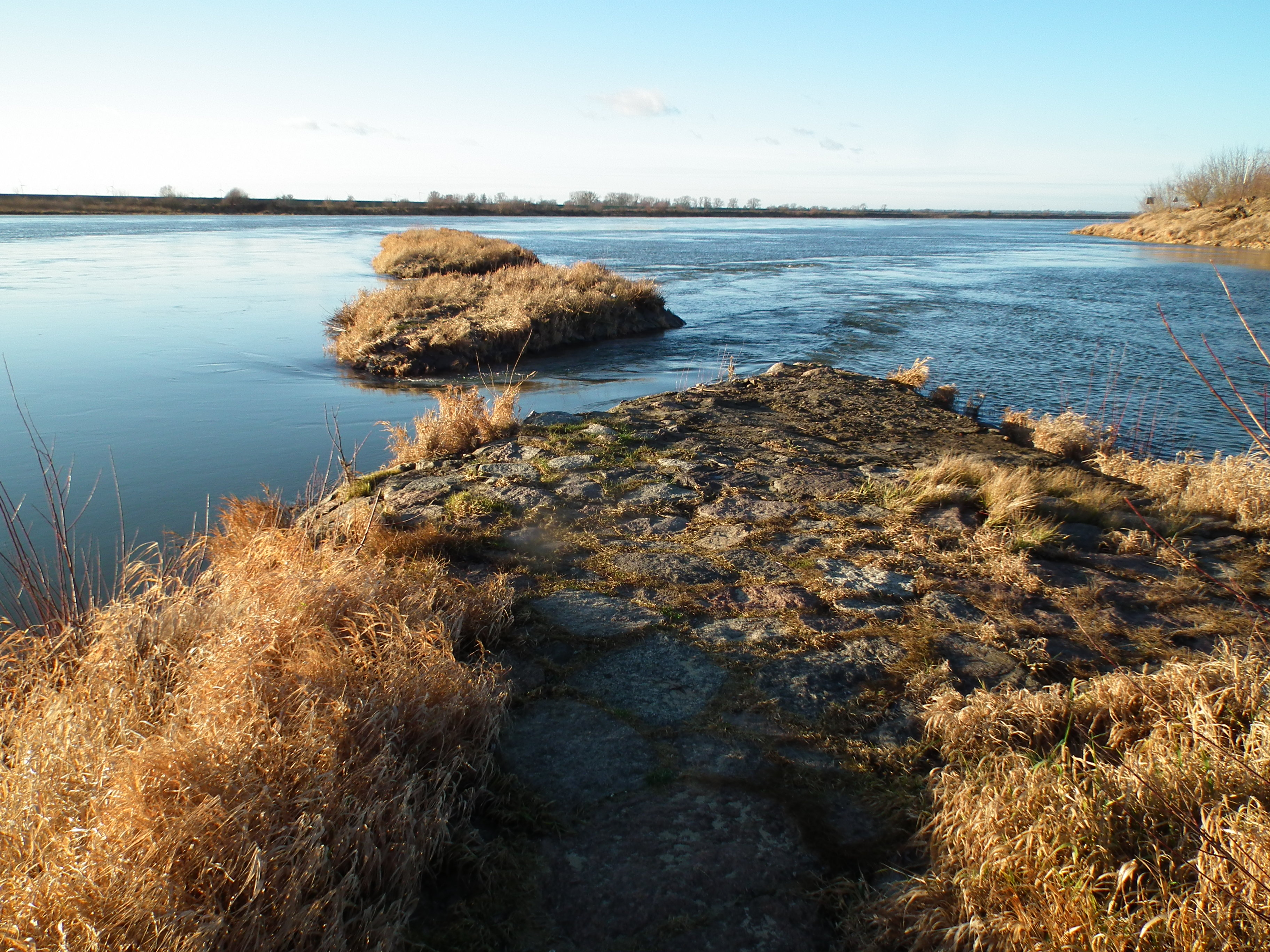
Visla a Nogat
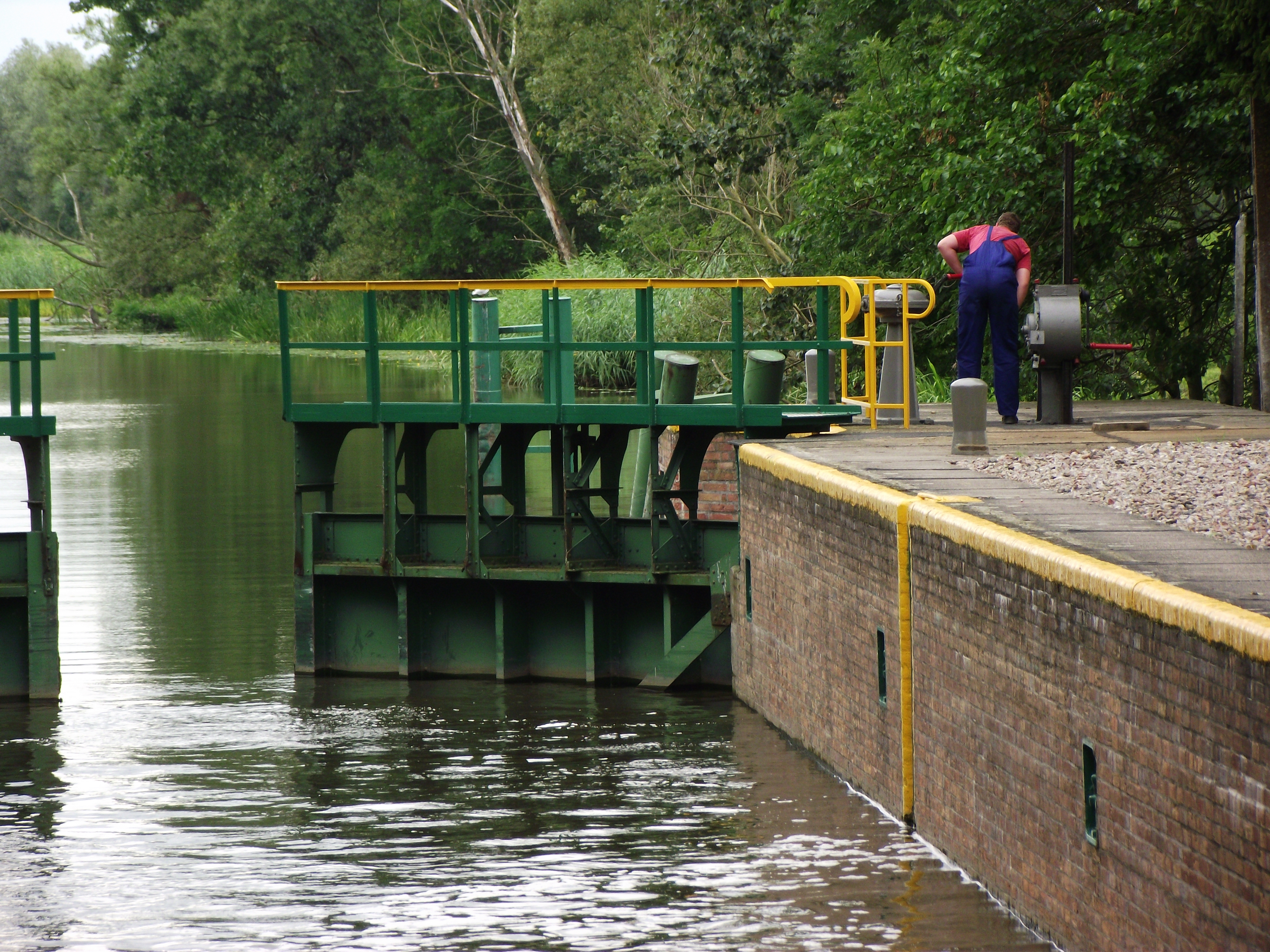
Vodní práce na Nogatu